# Гельмут Шмідт
Ге́льмут Шмідт (нім. Helmut Heinrich Waldemar Schmidt; 23 грудня 1918, Гамбург — 10 листопада 2015, там само) — німецький політичний і державний діяч, канцлер Німеччини у 1974–1982. Визнаний у німецькій і європейській політиці «кризовий менеджер».
У 1953–1962 та 1965–1987 — член Соціал-демократичної партії Німеччини, депутат Бундестагу від цієї партії. Був багаторічним соратником і конкурентом, і згодом став наступником на посаді Бундесканцлера іншого видатного німецького державного діяча і політика — Віллі Брандта.

## Сім'я та походження
Батько Шмідта Густав (1888—1981) був незаконнонародженим (позашлюбним) сином Людвига Гумбеля, банкіра єврейського походження з міста Бернбург та офіціантки-німкені. Він був усиновлений гамбурзькою родиною простих докерів Шмідтів, з роками одержав освіту викладача економії і став вчителем. Сім'я Шмідт пізніше приховала єврейські корені батька Гельмута, підробивши його свідоцтво про народження. Інакше йому не вдалося б пройти «арійську» перевірку на «чистоту раси» і двері більшості державних і суспільних інституцій виявилися би для Гельмута як «чверть-єврея» зачиненими. Історію про єврейські коріння свого батька Г.Шмідт повідомив лише в 1980 році Валері Жискар д'Естену у довірливій приватній розмові. Жискар д'Естен її оприлюднив у 1988 за згодою Шмідта у своїй книзі Le Pouvoir et la Vie («Влада і життя»). Сам Г.Шмідт пізніше розповідав у телеінтерв'ю, що його батько все життя соромився не так свого єврейського коріння, як позашлюбного народження.

## Юність та воєнні роки
У 1936 (у 18 років), будучи школярем, Шмідт взяв участь у організованному НСДАП марші з Гамбурга в Нюрнберг — на Нюрнберзький партійний з'їзд. Був, за словами історика Генріха Вінклера, вражений «соціалістичною» та «солідаристською» складовою нацистської пропаганди. У «Спогадах дитинства» сам Шмідт пише, що його походження вплинуло на неприйняття націонал-соціалізму в цілому.
Того ж року поступив у школу морських юнг, але був звідти відрахований за недодержання дисципліни (за його власним визнанням — «за довгий язик»). У 1937 закінчив середню школу (склав абітурні іспити) та був призваний до зенітного підрозділу ППО. У 1939 одержав звання фельдфебелю запасу, а у 1941 став лейтенантом легко-зенітних військ ППО. Під час Другої світової війни брав участь у протиповітряній обороні Бремена, на Східному фронті брав участь у блокаді Ленінграда, працював в міністерстві авіаційної промисловості. У 1944-1945 у званні старшого лейтенанта командував артилерійською батареєю на Західному фронті, в березні 1945 потрапив у полон до союзників і пробув там до серпня. За військові заслуги лейтенант Шмідт здобув «Залізний хрест».

## Повоєнні роки
У британському таборі для полонених зійшовся з німецькими соціал-демократами.
Після війни Шмідт вивчав народне господарство, державне право та політологію в Гамбурзькому університеті, закінчив університет в 1949. Студентом вступив до Соціал-демократичної партії, а згодом очолив її студентське об'єднання.
Після закінчення університету працював у департаменті економіки та транспорту Гамбурзького маґістрату. У 1953 і 1965 обирався депутатом Бундестагу, а в перерві обіймав пост сенатора вільного міста Гамбурга з внутрішніх справ.
У 1967-1969 очолював фракцію СДПН.
У сформованому 1969 року уряді Віллі Брандта очолював почергово Міністерство оборони, Міністерства економіки, Міністерство фінансів, а на завершення два тижні керував МЗС.

## На посаді канцлера
Прийшов на посаду бундесканцлера (був висунутий керівництвом СДПН як лідер партії) після добровільної відставки Віллі Брандта внаслідок «шпигунської афери» — розкриття агента «Штазі» Ґюнтера Ґійома, персонального секретаря канцлера. 16 травня 1974 Бундестаг переважною більшістю проголосував за призначення Шмідта 5-м канцлером ФРН.
Був прихильником жорсткої лінії в боротьбі з лівим екстремізмом та тероризмом («Фракція Червоної Армії»).
Прихильник поліпшення відносин з Францією, один із ініціаторів Гельсінських угод.
Внаслідок виходу партії Вільних демократів із урядової коаліції з СДПН (літо 1982), втратив більшість у Бундестазі.
Спробував організувати однопартійний уряд через вотум довіри, але програв його і був змушений поступися новій коаліції ХДС/ХСС-ПВД, яка створила уряд на чолі з Гельмутом Колем.
З 1983 — співвидавець тижневика Die Zeit.

## Кризовий менеджер

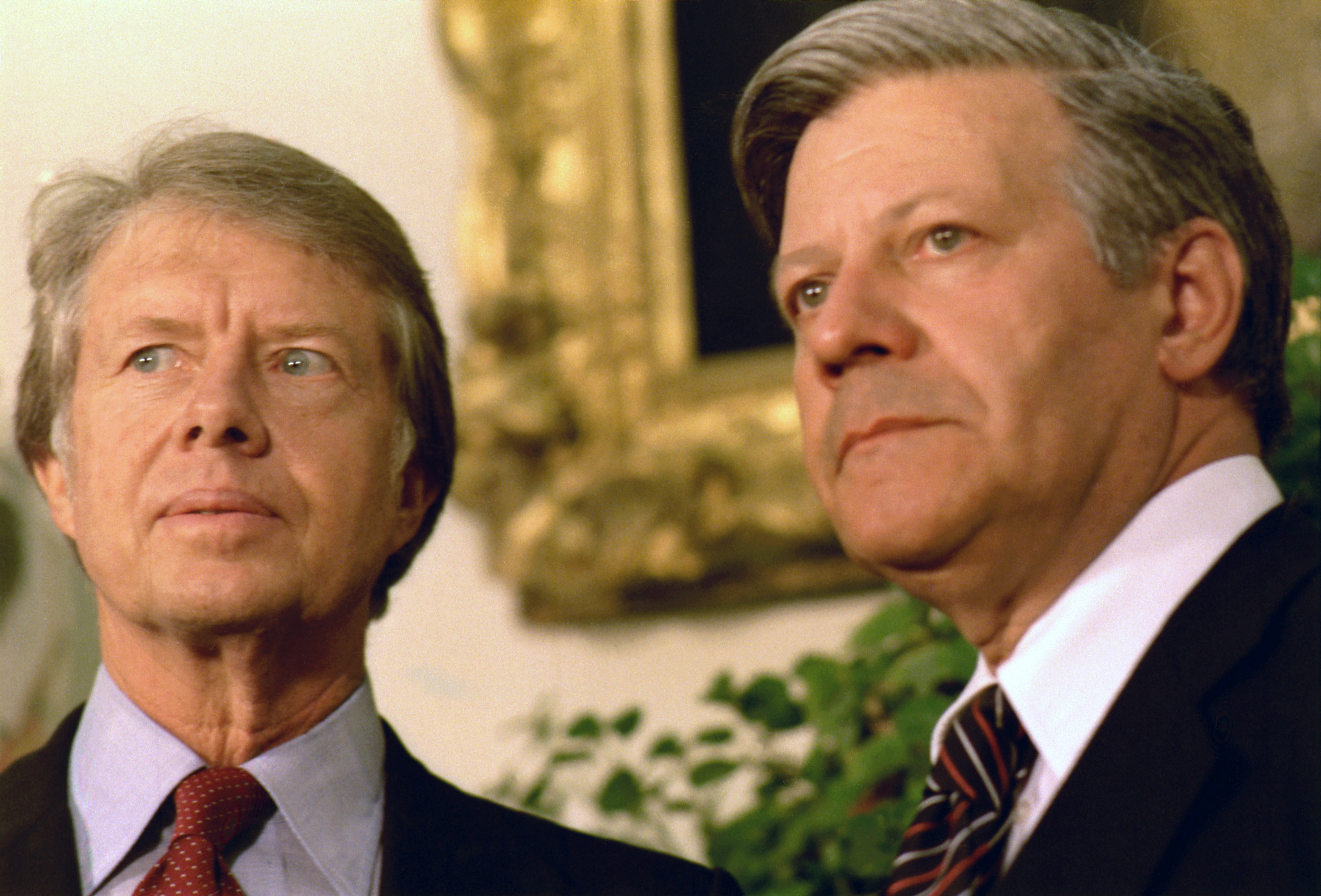
Президент США Джиммі Картер і канцлер Німеччини Гельмут Шмідт, 13 липня 1977

Вперше Шмідт завоював широку популярність і високу репутацію вмілого та рішучого організатора-менеджера, коли займав посаду сенатора (міністра) з внутрішніх питань та заступника Обер-бургомістра Гамбургу — під час катастрофічної штормової повені в ніч з 16 на 17 лютого 1962 року, коли тільки в регіоні Гамбургу загинули 314 осіб.
Він оперативно координував широкомасштабне використання аварійних служб, служби надзвичайних ситуацій та цивільної оборони. Не чекаючи на правове підтвердження своїх дій, він скористався наявними контактами з Бундесвером і НАТО; домігся, щоби були швидко надані вертольоти, інженерне обладнання та матеріали, задіяні війська бундесверу і союзників.
Вдруге його вміння, розум, мужність, твердість і рішучість знадобилися під час його канцлерства (1974—1982), коли терористи з ультралівої «Фракції Червоної Армії» почали у жовтні 1977 по всій Німеччині підривати бомби, вимагати викупу або звільнення з тюрем своїх поплічників, захоплювати заручників і вбивати німецьких політиків та промисловців (так звана «Німецька осінь»).
Підпільні радикали, які за багатьма ознаками були таємно керовані з-за східного кордону, вимагали від уряду ФРН піти з ними на переговори та визнати їхні вимоги. Але Шмідт тримався принципово непохитної жорсткої лінії та рішучої тактики, яка врешті-решт перемогла.
Ця його позиція отримала в той час широке міжнародне визнання, але згодом — також різку критику з боку родичів жертв терористів. В одному з пізніших інтерв'ю (2007) вибачився перед ними, сказавши, що мав величезну персональну відповідальність за життя інших людей — потенційних кандидатів в заручники. Викрадення прорадянською палестинською терористичною організацією Народний фронт визволення Палестини відомого промисловця Ганса Шляйєра, а потім його вбивство — Шмідт визнав, що і досі сприймає це як екзистенційну власну загрозу, яка його пригнічує.

## Політичні погляди

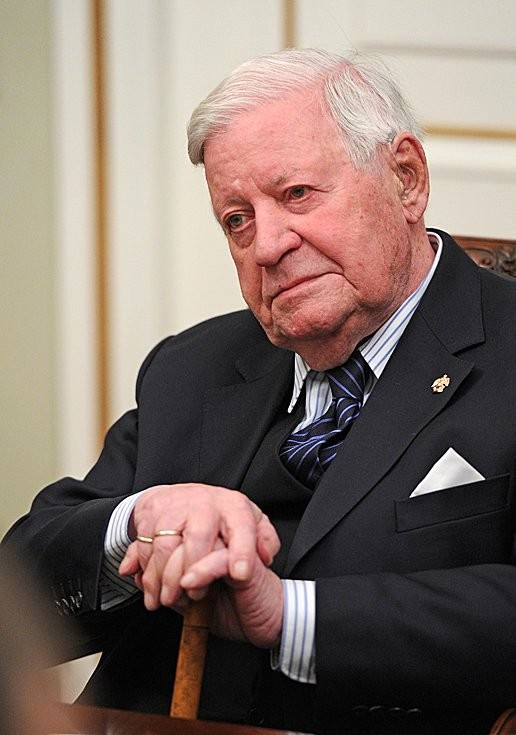
Гельмут Шмідт у 2013 році

### Внутрішня політика
Шмідт назвав масове безробіття найбільшою німецькою проблемою нашого часу. Він схвалював політику свого наступника Герхарда Шрьодера і бачив у ній перший крок до усунення наслідків демографічних змін у Німеччині. Але програма реформ, на його погляд, була недостатньою, тому він уже в 1990-х роках виступав за дерегуляцію ринку праці та за зниження захисту від звільнень. Допомога з безробіття має зменшитися. Крім того, на його думку, профспілки мали надто великий вплив.

### Суспільство
Мультикультурне суспільство Шмідт назвав «ілюзією інтелектуалів». За його словами, концепт «мультікульті» важко поєднується з демократичним суспільством. Він вважав помилкою запрошення до ФРН робочої сили з інших країн на початку 1960-х років.

### Зовнішня політика
У зовнішній політиці дуже цінував принцип невтручання у внутрішні справи суверенних держав.
Шмідт — супротивник вступу Туреччини в Європейський союз. Він побоюється зниження зовнішньополітичної дієздатності союзу, а також труднощі інтеграції турецьких іммігрантів у Німеччині в німецьке суспільство.

## Дружба

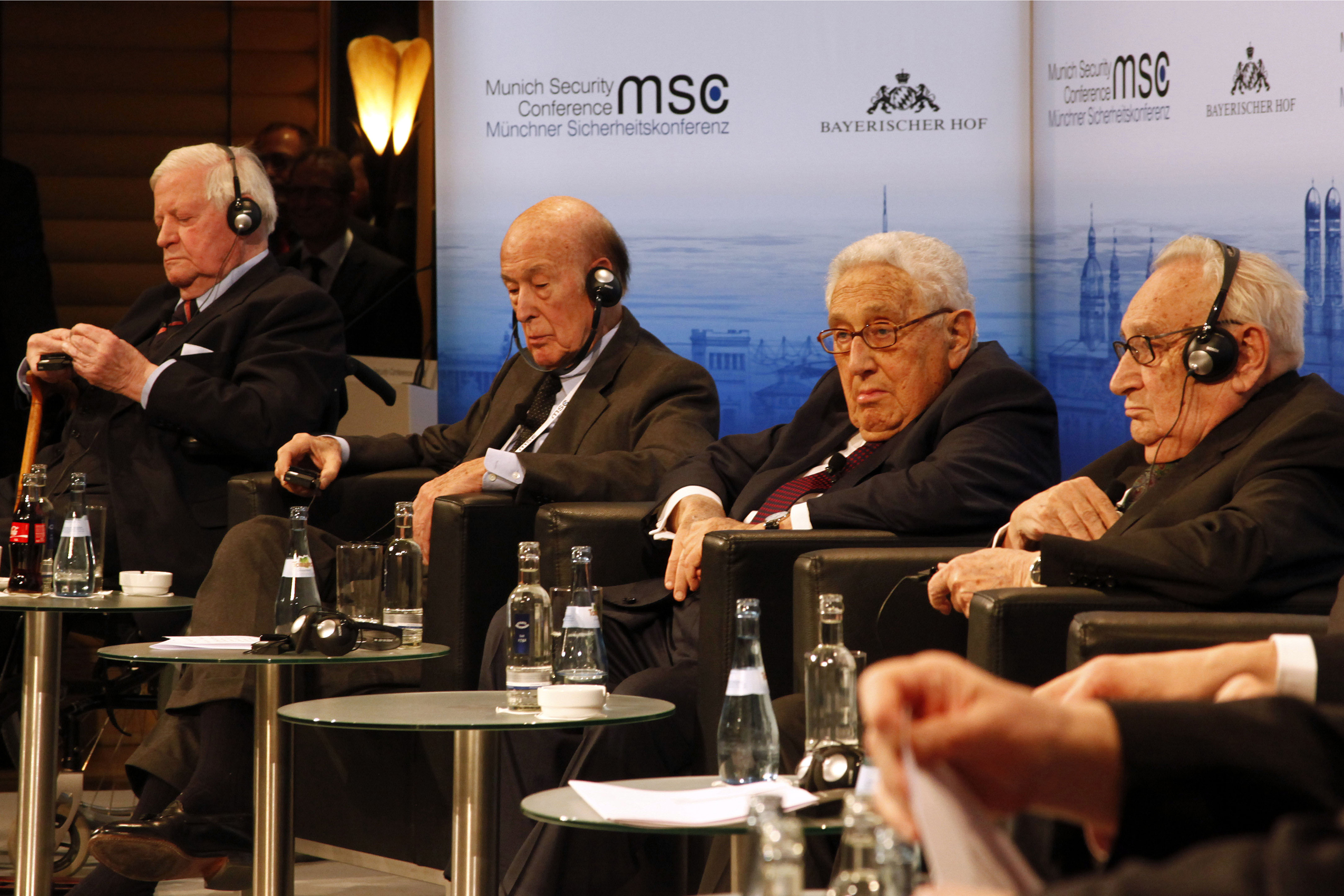
Шмідт з Валері Жискар д'Естен, Генрі Кіссінджер та Егоном Баром (2014)

Шмідт описав убитого президента Єгипту Анвара Садата як одного зі своїх друзів зі світу політики, підтримував дружбу з колишнім президентом Франції Валері Жискар д'Естеном. Його оточення також включало колишнього прем’єр-міністра Сінгапуру Лі Куан Ю та колишніх державних секретарів США Джорджа Шульца та Генрі Кіссінджера. Кіссінджер офіційно заявив, що хотів би померти раніше Гельмута Шмідта, тому що не хотів би жити у світі без нього.                                                     

## Ставлення до релігії
Як і переважна більшість північних німців, належить до євангелічно-лютеранської церкви. Отримав добру релігійну освіту, але не в колі сім'ї, не у батьківському домі, а у пастора місцевої церкви під час підготовки до конфірмації у 1934.
« — Я дійсно вірив, що Бог існує, але його буття у трьох особах мені було важко уявити». Після того, як Шмідт у кінці війни дізнався про Голокост, розчарувався у релігії.
« — Бог дозволив багато дуже поганих речей. Він дозволив Аушвіц. Він дозволив вбивство шести мільйонів євреїв. Він дозволив обидві світові війни. Я повинен зізнатися, що за словами „Божа праведність“, нічого не можу дійсно реального собі уявити».
Але Шмідт ніколи так і не став атеїстом.

## Цікаві факти

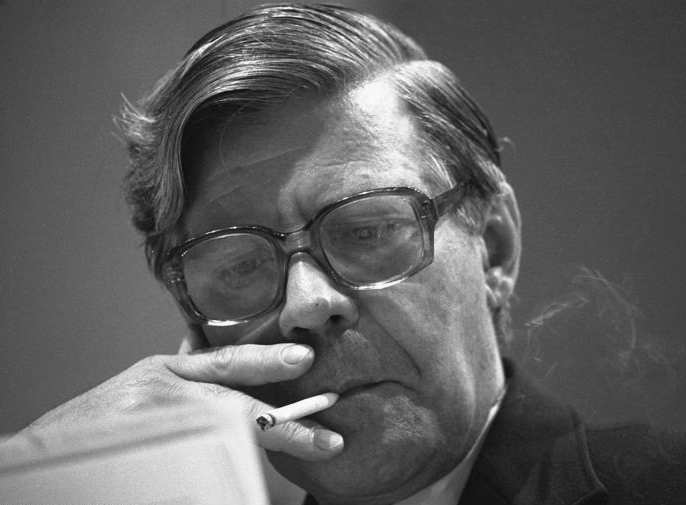
Шмідт курить

- Все життя інтенсивно палив. Навіть будучи старою і хворою людиною, під час довгих телевізійних інтерв'ю або дебатів закурював одну сигарету за іншою.
- Більшу частину життя (від 1962) прожив у скромному житлі — багатоблочному двоповерховому будинку в одному зі звичайних кварталів Гамбурга[5].

## Відомі висловлювання Шмідта
- Висловлювання Г.Шмідта, яке помилково приписують Маргарет Тетчер: |  | СРСР — це Верхня Вольта з ракетами |